# Geolycosa incertula
Geolycosa incertula este o specie de păianjeni din genul Geolycosa, familia Lycosidae. A fost descrisă pentru prima dată de Mello-leitao, 1941. Conform Catalogue of Life specia Geolycosa incertula nu are subspecii cunoscute.